# Gräsbacktjärnen, Ångermanland
Gräsbacktjärnen är en sjö i Härnösands kommun i Ångermanland och ingår i Ångermanälven-Gådeåns kustområde.